# 佐藤信人
佐藤 信人（さとう のぶひと、1970年3月12日 - ）は、千葉県出身のプロゴルファーである。所属はミズノ。
パッティングのイップスに悩まされ、2003年以降は優勝はない。2004年に開催されたカタール・マスターズでは2位、2011年の日本オープンで一時は単独1位になるも最終的には単独3位となり、4度目のタイトルを逃した。
2021年現在は日本ゴルフツアー機構 (JGTO) 広報担当理事を務めている。

## 主な優勝
太字は公式戦（メジャー）。
- 1997年 - JCBクラシック仙台
- 1998年 - ブリヂストンオープン
- 2000年 - ブリヂストンオープン
- 2000年 - 全日空オープン
- 2000年 - JCBクラシック仙台
- 2000年 - 日本プロゴルフ選手権
- 2002年 - 日本プロゴルフマッチプレー選手権
- 2002年 - フジサンケイクラシック
- 2002年 - 日本ゴルフツアー選手権

### その他
- 1996年 - カバヤオハヨーカップ（後援競技）
- 1996年 - 松ケ峯オープン（後援競技）

## 契約先
- 所属 - ミズノ
- スポンサー - 呉工業
- 所属事務所 - フォロースルー